# Escudo de la Unión Cívica Radical
El escudo de la Unión Cívica Radical es el emblema oficial del partido. Su origen se remonta a 1931, aunque fue adoptado oficialmente en la Convención Nacional de 1948. Nace por idea de un grupo de jóvenes militantes radicales que querían un sello formal para la publicación de los resultados de la convención.

## Origen
Surge por primera vez en Convención Nacional de 1931. Este no era un año cualquiera para el radicalismo, ya que hacia solo un año Hipólito Yrigoyen había sido derrocado por un golpe militar de corte nacionalista y los dirigentes radicales eran perseguidos y encarcelados, teniendo muchos que exiliarse en el exterior.
En ese contexto, y una vez finalizada la convención, a la hora de publicar en una imprenta vecina los resultados de las deliberaciones, un grupo de jóvenes propone crear un escudo para acompañar los documentos del partido. Es de esta manera como con un grupo de improvisados dibujantes crearon el escudo que es utilizado hasta hoy en día, y que fue oficializado en 1948.

## Simbología
Está basado en el escudo argentino, donde el sol de mayo (Inti) del timbre representa el sol naciente del sello de la asamblea constituyente de 1813, una referencia a la defensa y reivindicación de los valores republicanos y constitucionalistas que busca llevar adelante el partido.
Las iniciales del partido (en sustitución de las manos apretadas y el gorro frigio) se encuentran en medio de dos franjas rojas (colores partidarios que tienen su origen en el federalismo del siglo XIX) y simbolizan la identidad del partido, el sacrificio político y la democracia radical.
A su vez, la corona de laureles es remplazada por ramo de espigas que representa el trabajo rural (se debe tener en cuenta que el radicalismo se caracteriza por su fuerte presencia en el interior del país), mientras que finalmente la cinta celeste y blanca inferior es remplazada por una pluma y un martillo, símbolo ideológico del radicalismo, que representa la unión del trabajo con la inteligencia, o más explícitamente, la unión de los trabajadores industriales con los intelectuales.

## Variaciones
La Organización de Trabajadores Radicales usa como emblema una versión modificada del escudo radical, donde el ramo de espigas es reemplazado por una corona de laureles en la mitad inferior izquierda y en la mitad superior derecha. La parte que queda vacía es completada por un engranaje mecánico, en obvia alusión al trabajo industrial. El resto del escudo se mantiene igual, conservando la pluma y el martillo, pero el sol aumenta de tamaño y las iniciales UCR son sustituidas por OTR.

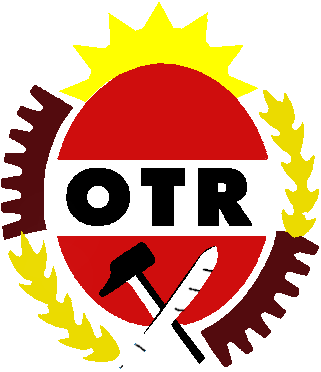
Variante utilizada por la Organización de Trabajadores Radicales, que incorpora engranajes en referencia al trabajo industrial
Variante con una corona de laureles en lugar de espigas, utilizada ocasionalmente a mediados del siglo XX
Variante utilizada por la Unión Cívica Radical del Pueblo (1957-1972)
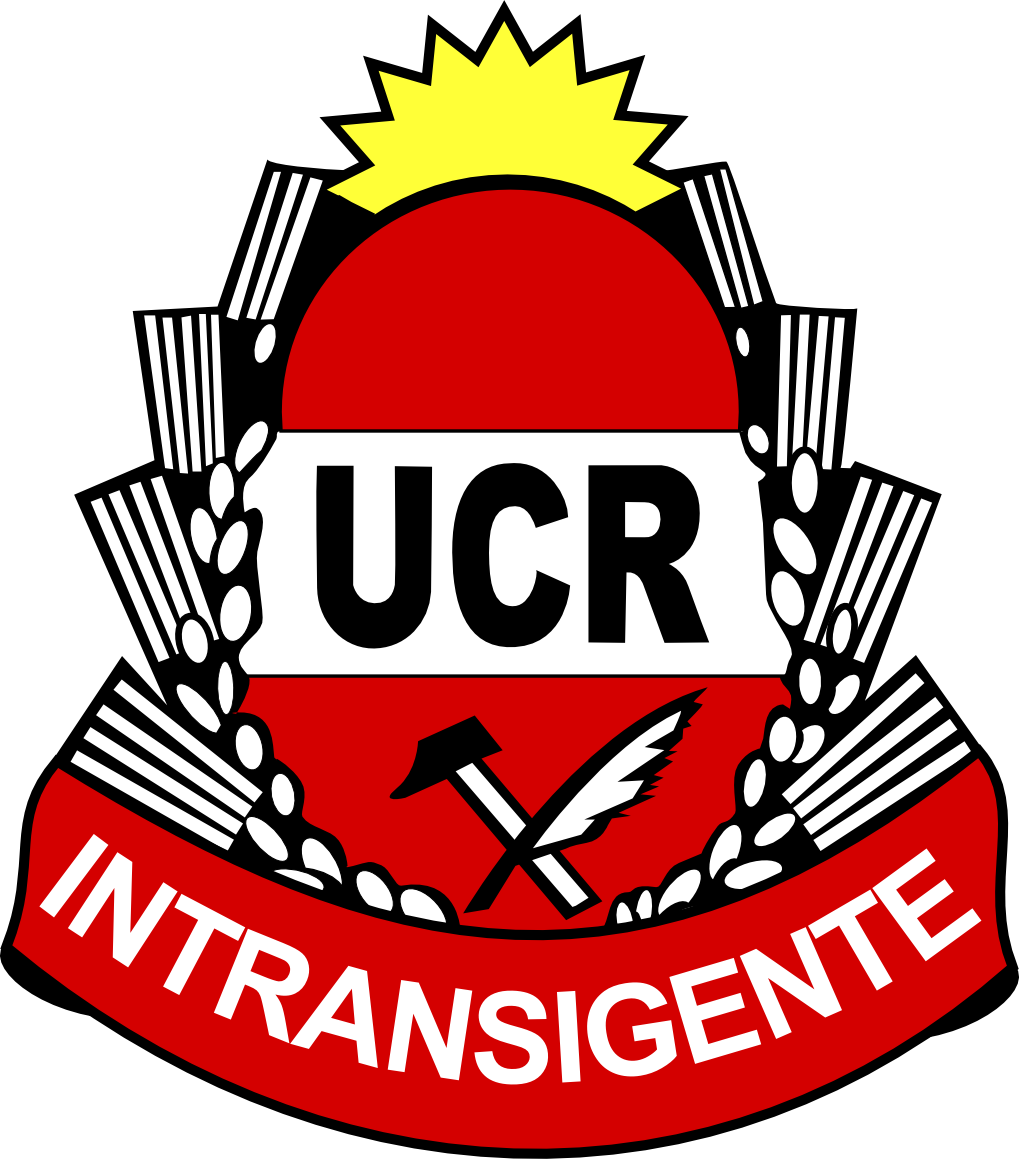
Variante utilizada por la Unión Cívica Radical Intransigente (1957-1963)
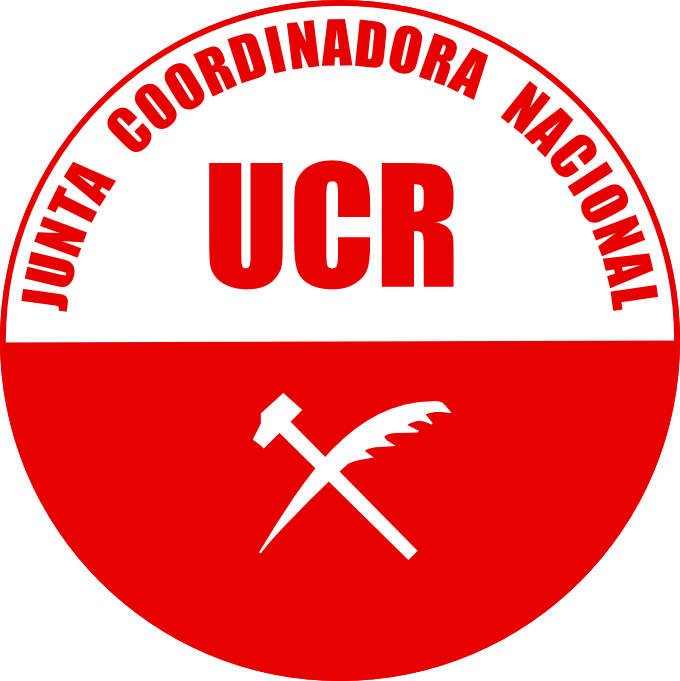
Emblema de la Junta Coordinadora Nacional
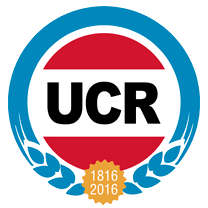
Versión especial por el Bicentenario de la Independencia de Argentina (2016)